# فيولا باترسون
فيولا باترسون (بالإنجليزية: Viola Patterson)‏ هي فنانة أمريكية، ولدت في 1898، وتوفيت في 1984.